# Conostigmus trapezoidus
Conostigmus trapezoidus är en stekelart som beskrevs av Jean-Jacques Kieffer 1908. Conostigmus trapezoidus ingår i släktet Conostigmus och familjen trefåresteklar. Inga underarter finns listade i Catalogue of Life.